# Guerra de Massinissa
Durant la Segona Guerra Púnica, cartaginesos i númides van ser finalment derrotats a la batalla d'Ilipa l'any 206 aC, perdent el domini sobre Ibèria, que passaria a mans romanes. Després d'això Massinissa va canviar de bàndol i va fer ofertes d'aliança als romans (Silà, lloctinent d'Escipió) i finalment en una entrevista amb Publi Corneli Escipió Africà Major es va fer aliat romà. Després que els dos fills de Massinissa, Gulussa i Micipsa, enviats com ambaixadors a Cartago, forssin insultats i atacats a Cartago, va esclatar la guerra.

## La guerra
Massinissa va envair territori cartaginès i va assetjar Oroscapa on Àsdrubal hi va fer cap amb 25.000 homes i 400 cavallers i 6.000 cavallers númides, que van desertar al camp de Massinissa. Va intentar fer aixecar el setge i va lliurar batalla a Massinissa, però després de tot el dia de combat no hi va haver cap guanyador i van començar converses que van fracassar.
Massinissa progressivament va col·locar a Àsdrubal en una posició en què no podia rebre subministraments i finalment el cartaginès va haver de capitular per manca d'aliments, i per l'acord va poder sortir amb seguretat deixant armes i bagatges; quan ja es retiraven els númides els van atacar traïdorament, violant el tractat, i van destruir l'exèrcit cartaginès.

## Conseqüències
Àsdrubal i uns quants més es van poder escapar cap a Cartago. El Senat, per salvar la cara davant Roma, el va condemnar al desterrament junt amb tots els que havien estat a favor de la guerra contra Massinissa. Es va refugiar en territori númida i va reunir un exèrcit de vit mil homes.
Quan el Senat cartaginès va veure que fes les concessions que fes, no podia evitar els propòsits romans per destruir Cartago, i quan es van iniciar els preparatius per l'enfrontament final van cridar a Àsdrubal l'any 149 aC i li van donar el comandament, junt amb un altre Àsdrubal (net de Masinissa) que tindria el comandament de la ciutat. El seu exèrcit li assegurava el domini en camp obert i l'arribada de subministraments a la ciutat, mentre els romans havien de rebre les seves provisions per mar.